# Aglutinin
Aglutinin je látka, která po navázání příslušného antigenu způsobuje shlukování (aglutinaci) buněk, nesoucích tento antigen. Aglutininy mohou být specifické (protilátky) nebo nespecifické (např. lektiny). Mezi nejznámější aglutininy patří protilátky ABO, vyskytující se v systému krevních skupin. V systému ABO vznikají protilátky spontánně několik měsíců po narození (protilátky IgM), případně se aglutininy mohou vytvořit po senzibilizaci, např. po transfúzi inkompatibilní krve (protilátky IgG). V systému Rh (na rozdíl od systému ABO) mohou vzniknout aglutininy pouze po předchozí senzibilizaci (protilátky IgG).